# Нильссон, Эрик
Э́рик Ни́льссон (швед. Erik Henry Sixten Nilsson; 6 августа 1916, Лимхамн — 9 сентября 1995, Хёлвикен) — шведский футболист, выступавший на позиции левого защитника.
В начале карьеры играл за молодёжную команду «Лимханс». В 1934 году он пришёл в клуб «Мальмё», где играл вплоть до 1953 года. Там он выиграл пять чемпионских титулов и пять кубков Швеции. За время своей игровой карьеры швед отверг предложение из итальянского «Милана».
Сыграл 57 матчей за сборную Швеции по футболу, и участвовал в нескольких международных турнирах. Он играл в 1938 году на чемпионате мира по футболу, где Швеция заняла четвёртое место. Он играл в 1948 году на Олимпийских играх в Лондоне, где Швеция завоевала золотую медаль, победив Югославию со счётом 3:1 в финале. Через два года он сыграл на чемпионате мира 1950 года (Швеция заняла третье место), став наряду со швейцарцем Биккелем единственными игроками, выступавшими в Кубке мира до и после Второй мировой войны. В 1950 году на Кубке мира Нильссон был также избран в команду всех звёзд турнира. Он выиграл ещё одну медаль в Хельсинки в 1952 году на Олимпийских играх, где Швеция завоевала бронзовые медали после победы над Западной Германией со счётом 2:0.
В 1950 году Нильссон был награждён как лучший шведский футболист года. В 2003 году он был включён в Зал славы SFS.